# 何應欽內閣
何應欽內閣成立於1949年3月12日，當時由前國防部部長何應欽在時任中華民國總統蔣中正下野、孫科辭去行政院院長後負責組閣，該內閣為中華民國政府於中國大陆的第三任內閣。該內閣因第二次国共内战僅維持了三個月。

## 內閣成員
- 行政院院長：何應欽（ 中國國民黨）
- 行政院副院長：賈景德（ 中國國民黨）
- 內政部部長：李漢魂（ 中國國民黨）
- 外交部部長：傅秉常（ 中國國民黨）
- 國防部部長：徐永昌（ 中國國民黨）
- 財政部部長：劉攻芸（ 中國國民黨）
- 教育部部長：杭立武（ 中國國民黨）
- 司法行政部部長：張知本（ 中國國民黨）
- 經濟部部長：孫越崎（ 中國國民黨）
- 交通部部長：端木傑（ 中國國民黨）
- 蒙藏委員會委員長：白雲梯（ 中國國民黨）
- 僑務委員會委員長：戴愧生
- 新聞局局長：沈昌煥（ 中國國民黨）
- 不管部會政務委員：張群（ 中國國民黨）、莫德惠、張治中（ 中國國民黨）、朱家驊（ 中國國民黨）、賀耀祖（ 中國國民黨）
- 主計處主計長：龐松舟

## 相關部會
- 行政院美援運用委員會：何應欽（行政院院長兼任）1948年11月26日－1949年3月12日